# Педро Лопес Муньйос
Педро Лопес Муньос (ісп. Pedro López Muñoz; нар. 1 листопада 1983, Торренте, Іспанія) — іспанський футболіст, що грає на позиції захисника. Нині виступає за іспанський клуб «Уеска».

## Клубна кар'єра
Педро Лопес Муньйос — вихованець футбольного клубу «Валенсія». Однак зіграти в офіційному матчі за основну команду клубу йому не вдавалося, Лопес виступав за резервну команду «Валенсії» в 2002—2004 роках в Сегунді B. У сезоні 2004/05 він на правах оренди перейшов до сантандерського «Расінга». 19 вересня 2004 року Лопес дебютував у Прімері, вийшовши в основному складі «Расінга» в домашньому поєдинку проти «Вільярреала». 31 жовтня того ж року він забив і свій перший гол на найвищому рівні, відкривши рахунок вже на 3-й хвилині гостьового матчу проти «Мальорки».
Влітку 2005 року Лопес підписав контракт з клубом Сегунди «Реал Вальядолід», який за підсумками сезону 2006/07 повернувся до еліти іспанського футболу.
Перший гол за «Вальядолід» у Прімері Педро Лопес забив у ворота мадридського «Реала», відкривши рахунок на 71-й хвилині домашнього матчу ударом здалека у дев'ятку.
2010 року «Вальядолід» знову вилетів до Сегунди, в якій Лопес відіграв ще один сезон. Влітку 2011 року він підписав контракт з командою Прімери «Леванте».